# Winfried Georg Sebald
Winfried Georg Sebald, nemški pisatelj in literarni znanstvenik, * 18. maj 1944, Wertach, Allgäu; † 14. december 2011, Norfolk, Anglija.
Z deli, kot sta Saturnovi prstani in Austerlitz, je v 90-ih letih dosegel veliko prepoznavnost in je prejel več priznanj, med drugim nagrado Heinricha Bölla (Heinrich-Böll-Preis), nagrado Josepha Breitbacha (Joseph-Breitbach-Preis) in nagrado Heinricha Heineja (Heinrich-Heine-Preis). Pozornost je vzbudila tudi polemika glede njegovih izjav o vlogi Alfreda Alferscha v času nacionalsocializma.

## Življenje
W. G. Sebald je odraščal v Wertachu kot drugi od treh otrok Georga Sebalda in Rose Sebald, rojene Egelhofer. Imel je starejšo sestro, Gertrud, rojeno 1941 in mlajšo sestro, Beate, rojeno 1951. Oče, sin nekega železničarja, je izviral iz Bavarskega gozda (nem. Bayerischer Wald), izučil se je za ključavničarja, leta 1929 je vstopil v vojsko Weimarske repuplike, imenovano Reichswehr, in se v času nacizma povzpel do položaja stotnika. Do leta 1947 je bil v francoskem vojnem ujetništvu. Od srede 50-ih let do 1971 je služil v vojski Zvezne republik Nemčije, imenovani Bundeswehr, nazadnje kot podpolkovnik (nem. Oberstleutnant). Najpomembnejša moška oseba za Sebalda je bil dedek po materini strani, ki je bil vaški žandar.
Od leta 1954 je Sebald najprej obiskoval realno gimnazijo (nem. Realgymnasium) „Maria Stern“ v Immenstadtu, potlej od 1955 višjo realno šolo (nem. Oberrealschule) v Oberstdorfu, kjer je 1963 opravil maturo. Iz zdravstvenih razlogov je bil oproščen vojaške službe in je leta 1963 pričel s študijem germanistike in anglistike na Univerzi Alberta in Ludwiga v Freiburgu (nem. Albert-Ludwigs-Universität). 1965 je presedlal na Univerzo v Fribourg v Švici, kjer je zaključil študij z diplomo, po francosko imenovano Licence ès lettres. Istega leta se je preseli v Anglijo, kjer se je leta 1967 poročil s prijateljico iz svojega poznega šolskega obdobja. Leta 1976 se je z ženo in hčerjo naselil v viktorijanskem župnišču The Old Rectory v vasici Poringland, grofija Norfolk. Tam si je uredil obširen vzhodnoangleški cvetlični vrt.
Leta 1968 je v Manchestru predložil svoje magistrsko delo o Carlu Sternheimu. Od 1966-68 je delal kot lektor na Univerzi v Manchestru; od 1968-69 je tudi poučeval v privatnem internatu Institut auf dem Rosenberg v St. Gallenu, Švica, nato se je vrnil v Manchester 1969-70.  Od 1970 je poučeval na Univerzi Vzhodne Anglije (ang. University of East Anglia) v Norwichu in 1973 promoviral z dizertacijo o Alfredu Döblinu. 1986 se je Sebald habilitiral na Univerzi v Hamburgu z delom Opis nesreče – O avstrijski literaturi od Stifterja od Handkeja (nem. Die Beschreibung des Unglücks – Zur österreichischen Literatur von Stifter bis Handke). 1988 je posta profesor za novejšo nemško literaturo na Univerzi Vzhodne Anglije. Od 1996 dalje je bil član Nemške akademije za jezike in pesništvo (nem. Deutsche Akademie für Sprache und Dichtung).
Sebald je umrl 14. decembra 2001 v prometni nesreči, ki jo je sam povzročil zaradi predhodne srčne kapi. Hči Anna je nesrečo preživela. Njegov grob se nahaja na pokopališču Svetega Andreja (ang. St. Andrew’s Churchyard), Framingham Earl, Norfolk.
Sebald je gojil tesno prijateljstvu s pisateljem Michaelom Hamburgerjem, ki je prevedel več njegovih del v angleščino. Močno se je tudi zavzemal za germanistiko v Veliki Britaniji in za posredovanje nemško govoreče literature v anglosaksonskem prostoru.

## Značilnosti Sebaldove ustvarjalnosti
Sebaldov pisateljski opus je v bistvenem nastajal od konca 80-ih dalje. Medtem ko so v Nemčiji postali pozorni nanj od srede 90-ih letih, je v Veliki Britaniji, ZDA (kjer se je zanj zavzemala posebej Susan Sontag)  in v Franciji dosegel večjo popularnost še pozneje. Danes je Sebald eden tisti nemško govorečih avtorjev, o katerih se največ razpravlja.
Mnoga besedila zaznamuje melanholični ton. V njegovih tekstih je pomembno vprašanje o pomenu in funkciji spominjanja in spomina. Sebald se posveča travmatiziranim ljudem: izseljenim, ki so zapustili svojo domovino in se poskušajo v tujini na novo orientirati. Posebno težo imajo za Sebalda nemško-judovski odnosi. Že kot mladostnik je izražal ogorčenost nad molkom generacije očetov glede vojnih dogodkov in holokavsta. Pozneje je usmeril svojo kritiko tudi proti molku, s katerim sta literatura in družba zaobšla uničenje nemških mest v zavezniških bombardiranjih.
Argumentacijski postopek Sebalda kot esejista in kritika ni brez spornosti. Sebald je zavzel neizprosno in napadalno nestrpno držo v polemiki, ki jo je 1993 sprožil z esejem o moralni integriteti Alfreda  Anderscha v času nacionalsocializma.

## Opisi posameznih del
Po naravi. Elementarna pesem. (nem. Nach der Natur. Ein Elementargedicht. 1988) je prvo Sebaldovo literarno delo v ožjem pomenu te besede. Prva dela govorita o renesančnem slikarju Matthiasu Grünewaldu in o zdravniku in naravoslovcu Georgu Wilhelmu Stellerju iz Windsheima, udeležncu druge ekspedicije na Kamčatko; zadnja tretjina se odvija v Wertachu. V ozadju stojijo eksistencialna vprašanja človeštva in pisateljeva osebna biografija.
V delu Vrtoglavica. Občutja. (nem. Schwindel. Gefühle. 1990) Sebald postavlja v širih med seboj tesno prepletenih popotnih zgodbah svoje lastne izkušnje in spomine nasproti melanholični drži Stendhala in Kafke.
Izseljeni. Štiri dolge pripovedi (nem. Die Ausgewanderten. Vier lange Erzählungen. 1992) vsebuje deloma na avtentičnih dokumentih sloneče poročila o življenju štirih oseb. V prvem delu nastopi dr. Henry Selwyn, odtujeni mož pisateljeve najemodajalke. Selwyn se je boril v prvi svetovni vojni. Sebaldu zaupa, kako se je njegova judovska družina preselila iz Litve v Anglijo in sumi, da je ta skrivna, tuja preteklost tista, ki je prispevala k razkroju njegovega razmerja z ženo. V drugi pripovedi Sebald z likom Paula Bereyterja prikazuje svojega osnovnošoskega učitelja iz Sonthofna. Arminu Müllerju, ki je služil kot zgodovinska predloga za ta literarni lik, je bilo kot Judu v času nacionalsozializma prepovedano poučevati nemške otroke. V naslednji zgodbi je pisatelj fiktivnega prastrica Ambrosa Adelwartha napravil za butlerja nekega bogatega judovskega Američana, ki umre v duševni omračenosti, preganjan od grozotnih vizij iz prve svetovne vojne. Pripoved o Luizi Lanzberg v literarni obliki obdela spomine leta 1891 rojene Thee Frank-G.[Gebhardt].
Knjiga Saturnovi prstani. Angleško popotovanje. (nem. Die Ringe des Saturn. Eine englische Wallfahrt 1995) je popotno poročilo. Prvoosebni pripovedovalec v melanholičnem vzdušju potuje po angleški grofiji Suffolk in v svoj potopis vpleta lastna razmišljanja, ki pravzaprav tvorijo večji del knjige.
Sedaj že leta. (ang. For Years Now. 2001) vsebuje zbirko kratkih pesmi v angleškem jeziku.
V delu Zračna vojna in literatura (nem. Luftkrieg und Literatur. 1999) Sebald očita nemško govoreči povojni literaturi, predvsem Skupini 47 (nem. Gruppe 47), da je pred prikazom zračne vojne tako moralno kot tudi estetsko odpovedala. Knjiga temelji na predavanjih, ki jih je imel leta 1997 v Züriškem lutkovnem gledališču. Ta predavanja so sprožila kritične odzive, ki jih je prav tako upošteval v pozneje nastali knjigi. K temu glavnemu spisu je priložen še kritičen esej o Alfredu Anderschu in njegovem delu. Posledica teh diskusij je bila, da so na novo odkrili in objavili dela povojnega avtorja Gerta Lediga. Njegov protivojni roman Maščevanje (nem. Vergeltung) iz leta 1956 apokaliptično slika zračni napad Američanov na neko nemško velemesto. Izčrpna obravnava Sebaldovih tez se najde tudi v delu Priče uničenja (nem. Zeugen der Zerstörung. 2003, posodobljena izdaja 2008) izpod peresa Volkerja Hageja, ki je prišel do sledečega sklepa:  »Vrzel, ki je ni občutil zgolj Sebald, je manj vrzel v produkciji kot je v recepciji – objavljenih je bilo veliko romanov in pripovedi o zračni vojni, vendar so hitro in temeljito zapadli pozabi, če so sploh bili vzeti na znanje.«
Austerlitz (2001) velja za Sebaldovo „mojstrovino“. Tu se opisuje iskanje šestinšestdesetletnega Jacquesa Austerlitza na sledi za svojim izvorom. Omenjen je tudi H. G. Adler in njegovo znanstveno delo Theresienstadt 1941–1945. Obličje neke prisilne skupnosti (nem. Theresienstadt 1941–1945. Das Antlitz einer Zwangsgemeinschaft.). Knjiga je sprožila razpravo o načinu, na katerega se Sebald poslužuje realnega biografskega gradiva. Leta 2015 je BBC izbral ta roman za enega najpomebnejših doslej v tem stoletju. Uwe Schütte, eden od Sebaldovih doktorskih študentov in avtor več knjig o njem, kvalitete tega romana ne ceni tako visoko.
Campo Santo (2003) vsebuje prozne fragmente, eseje in govore iz zapuščine. Deloma gre za že prej objavljene odlomke nekega načrta za knjigo o Korziki, ki pa ga je avtor že leta 1996 opustil.
Nepripovedovano (ali Nepovedano) (nem. Unerzählt. 2003). Sebald je bil prijatelj in občudovalec slikarja in jedkarja Jana Petra Trippa, o katerem je napisal več esejev. Skupaj sta zasnovala knjigo, Sebald je prispeval besedila, Tipp pa slike, na katerih so upodobljene oči. Knjiga je izšla po Sebaldovi smrti.
Zbirka pesmi Preko kopnine in vode (nem. Über das Land und das Wasser) vsebuje liriko iz let 1964-2001. Poleg že objavljenih besedil se tu najde tudi 15 poprej še nenatisnjenih pesmi.

## Dela

### Literarna dela
- Nach der Natur. Ein Elementargedicht. (sl. Po naravi. Elementarna pesem) Greno, Nördlingen 1988, ISBN 3-89190-436-3; Eichborn, Frankfurt am Main, 2001, ISBN 3-8218-4713-1; kot žepna knjiga: Fischer, Frankfurt am Main 1995, ISBN 3-596-12055-1.
- Schwindel. Gefühle. (sl. Vrtoglavica. Občutja) Eichborn, Frankfurt am Main 1990, Serija Die Andere Bibliothek, ISBN 978-3-8218-4063-5.
- Die Ausgewanderten. Eichborn, Frankfurt am Main 1992, ISBN 3-8218-4093-5. (Delo je izšlo tudi v slovenščini: Izseljeni. Ljubljana, Študentska založba, 2001, ISBN 961-6356-61-5. Prevedel Štefan Vevar.)
- Die Ringe des Saturn. Eine englische Wallfahrt. Eichborn, Frankfurt a. M. 1995, ISBN 3-8218-4130-3. (Delo je izšlo tudi v slovenščini: Saturnovi prstani: angleško popotovanje. Ljubljana, Beletrina, 2016, ISBN 978-961-284-242-0. Prevedel Štefan Vevar)
- For years now. 2001.
- Austerlitz. Hanser, München 2001, ISBN 3-446-19986-1; kot žepna knjiga: Fischer, Frankfurt am Main 2003, ISBN 3-596-14864-2. kot zvočna knjiga: bralec Michael Krüger: Hörverlag, München 2017, 9 CD. (Delo je izšlo  tudi v slovenščini: Austerlitz. Ljubljana, Študentska založba, 2005, ISBN 961-242-025-4. Prevedel Štefan Vevar.)
- Unerzählt, 33 Texte. (sl. Nepripovedovano, 33 besedil.) Hanser, München 2003.
- Campo Santo. Izdal Sven Meyer. Hanser, München 2003, ISBN 3-446-20356-7.
- Über das Land und das Wasser. Ausgewählte Gedichte 1964–2001. (sl. Preko kopnine in vode. Izbrane pesmi 1964-2001.) Izdal Sven Meyer. Hanser, München 2008.

### Esejistična in literarnoznanstvena dela
- Carl Sternheim: Kritiker und Opfer der Wilhelminischen Ära. Kohlhammer, Stuttgart 1969.
- Der Mythus der Zerstörung im Werk Döblins. Ernst Klett, Stuttgart 1980.
- Die Beschreibung des Unglücks. Zur österreichischen Literatur von Stifter bis Handke. Residenz-Verlag, Salzburg/Wien 1985.
- A radical stage: theatre in Germany in the 1970s and 1980s. (Radikale Bühne – Theater in Deutschland in den 1970er und 1980er Jahren.) Izdal W.G. Sebald. Berg, Oxford 1988.
- Unheimliche Heimat. Essays zur österreichischen Literatur. Residenz-Verlag, Salzburg/Wien 1991.
- Logis in einem Landhaus. (Portreti književnikov Gottfried Keller, Johann Peter Hebel, Robert Walser in drugih.) Hanser, München 1998.
- Luftkrieg und Literatur. Mit einem Essay zu Alfred Andersch. Hanser, München 1999.
- Ich möchte zu ihnen hinabsteigen und finde den Weg nicht. Zu den Romanen Jurek Beckers. V: Sinn und Form 2/2010, str. 226–234 (Prva objava, prvotno napisano za leta 1992 natisnjeni zbornik o delu Jureka Beckerja, vendar je bil Sebaldov esej tedaj zavrnjen.)

### Pogovori
Torsten Hoffmann (izdajatelj): »Auf ungeheuer dünnem Eis«. Gespräche 1971 bis 2001. (sl. »Na neznansko tankem ledu«. Pogovori 1971 do 2001) Fischer-Taschenbuchverlag, Frankfurt am Main 2011, ISBN 978-3-596-19415-5.

### Predelave v radijske igre
- Ferbers Mutter. Radijska igra po romanu Die Ausgewanderten. Igrajo Corinna Kirchhoff (mati), Michael König (sin). Priredba in režija: Ulrich Gerhardt. (Produkcija Bavarskega radia (nem. Bayerischer Rundfunk) iz leta 1995, tedaj pod naslovom Aurachs Mutter (sl. Aurachova mati).[Op. 2]
- Jetzund kömpt die Nacht herbey. Ansichten aus dem Leben und Sterben des Immanuel Kant. Radijska igra po še neobjavljenem filmskem scenariju W. G. Sebalda. Nastopajo: Michael Schenk, Martin Reinke, Matthias Bundschuh, Udo Schenk, Tom Zahner, Rainer Homann, Peter Harting, German Gorst, Wolf Anoil, Martin Bross, Yvon Jansen, Ulrich Marx. Realizacija: Claudia Johanna Leist. WDR 2015.
- Max Aurach. Radijska igra. Nastopajo: Bruno Ganz, Michael König. Priredba in režija: Ulrich Gerhardt. BR 1994.

## Priznanja
- 1991: Fedor-Malchow-Lyrikpreis
- 1994: Preis der LiteraTour Nord
- 1994: Berliner Literaturpreis
- 1994: Johannes-Bobrowski-Medaille
- 1997: Mörike-Preis der Stadt Fellbach
- 1997: Wingate Literary Prize
- 1997: Heinrich-Böll-Preis
- 1999: Prix du Meilleur livre étranger (Essay) für Die Ringe des Saturn
- 2000: Joseph-Breitbach-Preis
- 2000: Heinrich-Heine-Preis der Stadt Düsseldorf
- 2002: National Book Critic's Circle Award (postumno)
- 2002: Literaturpreis der Stadt Bremen (postumno)
- 2002: Wingate Literary Prize (postumno)

## Spominska obeležja

### Sebaldova pot (Sebald-Weg)
Občina Wertach je v spomin na pisatelja uredila 11 kilometrov dolgo pot od Oberjocha do Sebaldove rojstne hiše in jo poimenovala „Sebald-Weg“ (sl. Sebaldova pot). Sebald je upodobil to pot v delu Schwindel. Gefühle, v poglavju Il ritorno in Patria; na šestih stelah ob njej se nahajajo besedila, ki se nanašajo na dani topografski kraj.

### Sebaldov gozdič (Sebald copse)
Na zemljišču Univerze Vzhodna Anglija (ang. University of East Anglia) v Norwichu obdaja krožna klop rdečo bukev, ki jo je leta 2003 posadila družina G.W. Sebalda v spomin na pisatelja. Skupaj z ostalimi drevesi, ki so jih darovali njegovi študentje, se kraj imenuje ,Sebald Copse‘ (sl. Sebaldov gozdič). Klop, katere oblika spominja na Saturnove prstane, nosi citat iz dela Unerzählt v nemščini: »Unerzählt bleibt die Geschichte der abgewandten Gesichter« (sl, »Nepovedana ostaja zgodba odvrnjenih obrazov«).

## Nemška Sebaldova družba
Leta 2019 je bila v mestu Kempten (Allgäu) ustanovljena Nemška Sebaldova družba (nem. Deutsche Sebald Gesellschaft). Njen predsednik je zdravnik Ricardo Felberbaum.  Iniciativa ima za cilj, približati Sebaldovo delo širšemu krogu bralcev; to naj bi dosegla tudi preko pisateljev in pisateljic. V ta namen društvo vsaki dve leti podeli nagrado v vrednosti 10.000€, imenovano W.-G.-Sebald-Literaturpreis. Natečajnih prispevki naj bi umetniško obravnavali pokrajino Allgäu ali pa osebo in delo W. G. Sebalda. Prva zmagovalka tekmovanja 2020, katerega tema je bilo „spominjanje in spomin“, je pisateljica in prevajalka Esther Kinsky z besedilom Kalkstein (sl. Apnenec).

## Zapuščina
Sebaldova zapuščina se nahaja v Nemškem literarnem arhivu Marbach (nem. Deutsches Literaturarchiv Marbach). Del nje je mogoče videti na stalni razstavi  v Litererarnem muzeju moderne v Marbachu (nem. Literaturmuseum der Moderne in Marbach), še posebej gradivo za  Austerlitz in Izseljeni (nem. Die Ausgewanderten) in pa  Sebaldov fotoaparat.